# Luperosaurus iskandari
Espèce
Statut de conservation UICN

 DD  : Données insuffisantes
Luperosaurus iskandari est une espèce de geckos de la famille des Gekkonidae.

## Répartition
Cette espèce est endémique de Sulawesi en Indonésie.

## Étymologie
Cette espèce est nommée en l'honneur de Djoko Tjahjono Iskandar.

## Publication originale
- Brown, Supriatna & Ota, 2000 : Discovery of a new species of Luperosaurus (Squamata: Gekkonidae) from Sulawesi, with a phylogenetic analysis of the genus, and comments on the status of Luperosaurus serraticaudus. Copeia, vol. 2000, n. 1, p. 191-209.